# Sophie Bessis
Sophie Bessis (en árabe: صوفي بسيس‎ ) (Túnez, 1947) es una historiadora, periodista e investigadora franco-tunecina. Ha escrito numerosas obras sobre desarrollo en el Magreb y el mundo árabe. También sobre la situación de las mujeres denunciando la reclusión identitaria a la que están sometidas.

## Biografía
Sophie Bessis nació en Túnez en el seno de una familia de la gran burguesía judía. Es hija de Juliette Bessis historiadora, profesora e investigadora especializada en el Magreb y militante comunista, y de Aldo Bessis militante sindicalista de la USTT y experto de la FAO.
Se trasladó a Francia en 1975 donde estudió Historia. Trabajó algún tiempo como periodista.
Agregada de historia y antigua redactora jefa del semanario Jeune Afrique, es actualmente directora de investigaciones en el Instituto de relaciones internacionales y estratégicas (IRIS) de París y secretaria general adjunta de la Federación Internacional de los Derechos Humanos (FIDH). 
Ha sido profesora de economía política del desarrollo en el departamento de ciencia política de la Sorbona y en el Instituto nacional de las lenguas y civilizaciones orientales (INALCO). Consultora para la Unesco y la Unicef, ha desarrollado numerosas misiones en África.
Es la autora de numerosas obras entre ellas una biografía de Habib Burguiba junto a Souhayr Belhassen.
En 2007 publica "Los árabes, las mujeres y la libertad"  libro en el revisa la herencia de los reformadores egipcios de principios del siglo XX o la de Bourguiba que promulgó en 1956 una ley que liberaba a las tunecinas y analiza los cambios de las sociedades árabes y las desilusiones de un modernización mal emprendida conectado con el desarrollo de los islamismos y el retorno a una identidad basada únicamente en la norma religiosa. Bessis denuncia así la reclusión identitaria a la que están sometidas las mujeres en su país y en el mundo árabe.
En 2017 publica Les Valeureuses ou Cinq Tunisiennes dans l’Histoire, en el que reivindica la historia de mujeres clave en Túnez poco conocidas como D’Elissa, la princesa fenicia fundadora de Cartago (también conocida como Didon), la cantante y actriz judía Habiba Msika que en los años 1920 destacó por su mirada transgresora, o Aïcha Sayida Manoubia, la « santa libre » del siglo XIII reconocida por la tradición sufí,  Aziza Othmana, legendaria princesa tunecina-otomana del siglo XVII  o la feminista Habiba Menchari cuya conferencia de enero de 1929 contra el uso del velo conmocionó a Habib Bourguiba.
En 2017 anunció la donación de la biblioteca de sus padres, una colección de libros y periódicos sobre la historia de Túnez y el Magreb, a la Biblioteca Nacional de Túnez.

## Premios y distinciones
- Premio literario París Lieja (2015) por  La Double impasse : l'universel à l'épreuve des fondamentalismes religieux et marchand.[8]
- Commandeur de l’Ordre de la République (2016)[9]

## Publicaciones

### Libros
- L’Arme alimentaire, Paris, Maspero, 1979 (ISBN 978-2-707-11109-8)
- La Dernière Frontière : les tiers-mondes et la tentation de l'Occident,  Paris, Jean-Claude Lattès, 1983 (notice BnF no FRBNF34725538)
- Femmes du Maghreb l'enjeu, Paris, Jean-Claude Lattès, 1983 (ISBN 978-2-709-61121-3)
- Habib Bourguiba : biographie en deux volumes, Paris, Jeune Afrique, 1988 ; réed. Elyzad, Tunis, 20124
- Mille et une bouches, Paris, Autrement, 1995 (ISBN 978-2-862-60528-9)
- L’Occident et les Autres : histoire d’une suprématie, Paris, La Découverte, 2003 (ISBN 978-2-707-14255-9)
- Les Arabes, les femmes, la liberté, Paris, Albin Michel, 2007
- Dedans, dehors, Tunis, Elyzad, 2010 (ISBN 978-9-973-58028-3)
- La Double impasse : l'universel à l'épreuve des fondamentalismes religieux et marchand, Paris, La Découverte, coll. « Cahiers libres », 2014(ISBN 978-9-973-58028-3)
- Les Valeureuses : cinq Tunisiennes dans l'histoire, Tunis, Elyzad, 2017 (ISBN 978-9-973-58090-0)
- Supremacismo occidental, 2003, Zed Books.  ISBN 9781842772195 ISBN 1842772198
- La civilisation judéo-chrétienne. Anatomie d'une imposture, 2025 Les Liens Qui Liberent ISBN 1020922907

#### En español
- Mujeres del Magreb, lo que está en juego (1994) Editorial Horas y horas
- El hambre en el mundo (1994)
- Occidente y los otros: historia de una supremacía. (2002) Alianza Editorial
- Las emergencias del mundo: economía, poder alteridad (2005) Nobel
- Los árabes, las mujeres, la libertad (2007) Alianza Editorial
- Mujer y familia en las sociedades árabes actuales. (2010) Editorial Bellaterra

### Artículos
- Equal inheritance for daughters is key to Tunisian women's empowerment (inglés)[10]